# Kasseri
Kasseri (gr. κασέρι) – półtwardy grecki ser z mleka owczego (niekiedy z dodatkiem nie więcej niż 20% mleka koziego). Jeden z najpopularniejszych serów greckich (jego roczna krajowa produkcja zajmuje drugie miejsce wśród serów półtwardych i twardych).

## Przygotowanie
Produkt warzy się od XIX wieku w Macedonii, Tesalii i prefekturach Ksanti oraz Lesbos. Uregulowania produkcyjne stanowią, że dojrzewanie winno trwać co najmniej trzy miesiące (najczęściej trwa ono od sześciu do dwunastu miesięcy). Wersje dojrzewające krócej mają delikatny, lekko słodko-pikantny smak. Wersje bardziej zmaturowane stają się słone i pikantne, zbliżając się smakowo do parmezanu. Konsystencja jest maślana, a smak mleczny.
Obecnie proces warzenia zaczyna się od podgrzania mleka do temperatury 36°C i dodania podpuszczki. Po ścięciu dzieli się go na małe kawałki (wielkości mniej więcej ziarna kukurydzy) i szczelnie owija gazą do odsączenia. Gdy masa sfermentuje, kroi się ją na cienkie plasterki, umieszcza w gorącej wodzie i rozciąga w podobny sposób jak mozzarellę. Potem soli się masę i przekłada do foremek na okres do trzech dni, kiedy to zaczyna się dojrzewanie.

## Historia
Najwcześniejsze zapisy dotyczące kasseri pochodzą z początku XIX wieku. Nazwa pochodzi od hebrajskiego słowa „koszerny” (najwcześniejsze wersje nie zawierały podpuszczki, a zatem produkt spełniał wymogi prawa żydowskiego).

## Serwowanie
Kasseri serwowany jest m.in. jako zamiennik mozzarelli, czy fety. Używany jest jako ser stołowy, krojony w plastry, na kanapkach lub pizzy (także do omletów). Jest głównym składnikiem tradycyjnych potraw kuchni greckiej: pita kaisarias, kasseri tiganismeno czy saganaki. Pasuje do czerwonego wina o pełnym smaku.